# Bob Cousy
Bob Cousy, celým jménem Robert Joseph Cousy (* 9. srpna 1928 New York) je bývalý americký basketbalista, hrající na postu rozehrávače. Byl znám pod přezdívkami „Cooz“, „Mr. Basketball“ nebo „Houdini of the Hardwood“.
Vyrostl v rodině francouzských přistěhovalců v chudinské newyorské čtvrti Yorkville, košíkovou začal hrát během studií na Střední škole Andrewa Jacksona v Queens a na Koleji svatého Kříže ve Worcesteru, kde byl třikrát vybrán do ideální sestavy National Collegiate Athletic Association. V roce 1950 byl draftován do NBA týmem Tri-Cities Blackhawks, ale nakonec přijal angažmá u Boston Celtics, kde hrál v letech 1950 až 1963. Získal šest titulů NBA (1957, 1959, 1960, 1961, 1962 a 1963), třináctkrát byl nominován k NBA All-Star Game a v roce 1957 byl zvolen nejužitečnějším hráčem soutěže. Během své kariéry v NBA dosáhl 16 960 bodů a 6 955 asistencí, v letech 1953 až 1960 byl osmkrát po sobě nejlepším nahrávačem. V roce 1954 se stal první předsedou Asociace hráčů NBA.
Hráčskou kariéru ukončil v roce 1963, působil pak jako trenér univerzitního týmu Boston College Eagles a v NBA vedl Cincinnati Royals, kde se také v sezóně 1969–1970 v sedmi utkáních představil v roli hrajícího trenéra. Působil jako funkcionář a televizní komentátor, vydal autobiografickou knihu Basketball Is My Life, hrál ve filmu Lanaři (1993). Byl jmenován do Basketball Hall of Fame, jmenuje se po něm Cena Boba Cousyho pro nejlepšího rozehrávače univerzitní soutěže, v roce 1996 byl vybrán mezi padesát nejlepších hráčů historie NBA, jeho číslo 14 bylo v klubu Boston Celtics vyřazeno.